# 장진광
장진광(張振光)은 1908년 혹은 1912년에 하와이에서 독립운동가의 아들로 출생했다. 1920년대 상해 프랑스 조계지로 이주하여 의열단 활동을 시작했으며, 1927년 12월 광동 황포군관학교에 입학했다. 황포군관학교를 다니면서 최용건, 장지락, 무정, 양림 등과 함께 광동코뮌에 참가했으나 실패했고, 이후 다시 상해로 돌아갔다. 상해에서 의열단 자금을 마련하려고 권총 강도를 벌이다 체포되어 나가사키 형무소에 수감되었다.
장진광은 조선민족혁명당에 가입하고 성자현 중앙육군군관학교에 입학하여 1938년 5월에 졸업했다. 당시 중앙육군군관학교의 급진적인 청년들은 일부 독립운동가들의 노선에 의해 분파가 나뉘었고, 장진광을 포함한 급진적인 청년들은 최창익을 따라 조선청년전시복무단에 가담했다. 노구교 사건 이후 중일전쟁이 본격화되면서, 무한이 함락 직전에 놓일 때까지 조선청년전시복무단은 무한에서 '보위전(保衛戰)'을 지속했다. 이들은 무한에서 집회장소나 시위행렬 등에서 연극, 노래, 만화, 벽보, 연설을 통해 중국인들의 항전의식을 고취하고자 했고, 조선청년전시복무단과 중국유법비서동학회(中國留法比瑞同學會)가 연대하여 무한 시내에 벽보그림을 내걸었다. 조선의용대에 가입하여 조선족 미술가 한락연의 소개로 중국공산당 근거지 연안으로 넘어갔다. 연안에서 중국인민항일군정대학 4기로 입학하여 총교 정치부 선전대 미술부에서 항일미술을 전담했으며, 이후 화북 조선청년연합회의 선전부장, 화북 조선독립동맹의 선전간사, 집행위원을 맡았다. 윤세주와 진광화가 반소탕전에서 서거한 뒤, 유해를 가매장했다가 석문촌으로 옮기는 과정에서 안장을 설계하고 별모양으로 조각한 비석 도안을 한 사람이 바로 장진광이다.
해방 이후 평양으로 귀국해 북한의 문화선전성의 미술부에서 재직했다. 북한의 인공기, 국장 등 다수를 도안했으며, 주로 만화가로 활동했다. 한국전쟁 중에는 9.28 서울 수복 이전까지 충무로 일대에서 조선미술동맹을 조직해 남한의 미술가들을 불러들이기도 했으며, 이때 장진광의 밑에서 일했던 사람이 '코주부'로 유명한 김용환이었다.
시사만화 잡지 《활살》의 책임주필, 미술잡지 《조선미술》의 편집위원을 역임했다. 장진광은 중국에서 미술가들과 교류했기 때문에 중국만화의 특징과 동시에 소련만화집단 쿠크리닉시와 화풍에서 유사성을 지닌다. 과장과 비유, 풍자적이며 그로테스크한 만화가 특징이다. 평양에서 그린 만화들은 대개 이승만 정권에 대한 비판, 제국주의와 관료주의에 대한 비판을 주제로 한다.
1956년 최창익이 8월 종파사건에서 힘을 잃게 되자, 연안파가 차례로 숙청될 때 1957년 공식적으로 '반당종파분자'라는 명목으로 비판받았고 모든 직위에서 해제되었다.